# William Alexander (pintor)
William Alexander (10 April 1767 – 23 juliol 1816) fou un pintor anglès, il·lustrador i gravador. Les característiques de la seva feina, normalment executada en aquarel·les, era la claredat i harmonia de color, simplicitat i gust dins la composició, gràcia d'esbós, i delicadesa d'execució. Va acompanyar l'ambaixada de Macartney a la Xina el 1792

## Vida i feines

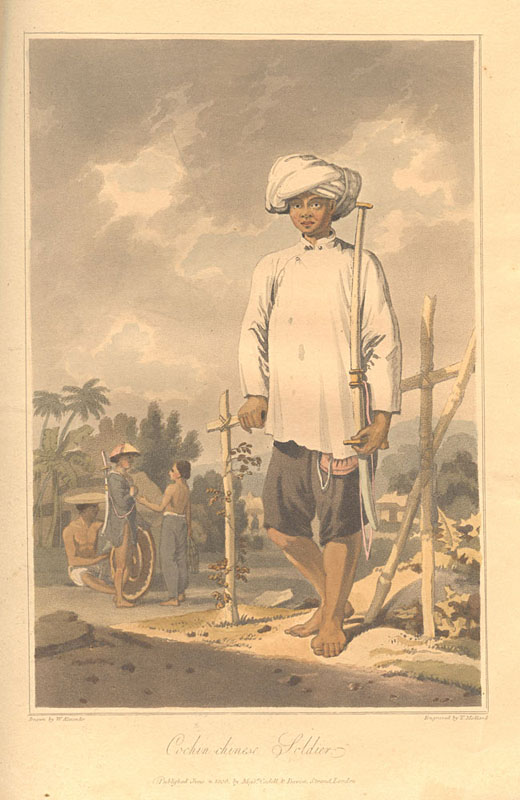
Un soldat de Cotxinnxina (1792-3)

Alexander va néixer en Maidstone, Kent, fill de Harry Alexander. Va ser educat a la Maidstone Grammar School, però el 1782, a l'edat de 15, es va traslladar a Londres per estudiar art - primer sota William Pars, i subsegüentment amb Julius Caesar Ibbetson. El febrer de 1784, va ser admès a la Royal Academy of Arts. La seva obra va obtenir l'aprovació de Sir Joshua Reynolds.[2]
El 1792, va ser nomenat per formar part de l'ambaixada de Macartney a la Xina. Va acompanyar al Earl de Macartney a Pequín on va fer dibuixos per les lamines que van acompanyar el informe de Sir George Staunton sobre l'ambaixada (publicat el 1797). El 1794 va retornar a Anglaterra i es va casar amb Jane Wogan l'any següent. Va morir aviat després.
Les seves obres principals foren: "Views of Headlands, Islands, etc. taken during the Voyage to China" (1798); Vancouver's Voyage to the North Pacific Ocean (1798); i les descripcions per Sir John Barrow's a Travels in China (1804), and Voyage to Cochin China (1806). El 1805 va publicar "The Costume of China", amb 48 grabats del que es va publicar un segon volum el 1814 amb 48 lamines més.
El 1802, Alexander va ser nomenat professor de dibuix a la Universitat Militar a Gran Marlow, dimitint el maig de 1808 per agafar el lloc d'ajudant d'antiguitats al Museu britànic. En els anys 1810, 1812, i 1815, va fer dibuixos de les terracotes i marbres del Museu que foren publicats en tres volums amb un text proporcionat per Taylor Combe (del Departament d'Antiguitats). Alexander va completar dibuixos per un quart volum abans de la seva mort.
Va morir a la casa del seu oncle a Maidstone el juliol 1816, i va ser enterrat en Boxley churchyard. Va ser descrit en una de les seves necrologies com "un home de suau i peculiars maneres, ric en el coneixement d'art, i de rara integritat."